# Turn on to Love
Turn On to Love is een Amerikaanse erotische film uit 1969. De film is vooral bekend als het speelfilmdebuut van regisseur John G. Avildsen, die later films zoals Rocky en The Karate Kid zou regisseren.

## Plot
Een verveelde huisvrouw begint rond te hangen in Greenwich Village en raakt betrokken bij wiet-rokende hippies en een Italiaanse filmmaker.